# Tojgun pasa dzsámi
A Tojgun pasa dzsámit a ma is álló kapucinus templom helyén építette Tojgun pasa Budán, 1555 körül. Alapítványához még egy medresze, egy fürdő és boltok is tartoztak. A dzsámi volt a központja a Víziváros egyik jelentős kereskedelmi negyedének, a Tojgun pasa mahallénak. A dzsámit, ami még Buda visszafoglalása után is épen maradt meg, a budai kapucinusok kapták meg 1687-ben.
A kapucinus templom és kolostor 1970-71. évi helyreállításakor tárták fel a dzsámi maradványait az épület déli és északi homlokzatán. A volt dzsámi déli falán szamárhátíves ablakok és szépen falazott kváderfal került elő.